# Protoxerus
Protoxerus là một chi động vật có vú trong họ Sóc, bộ Gặm nhấm. Chi này được Forsyth Major miêu tả năm 1893. Loài điển hình của chi này là Sciurus stangeri Waterhouse, 1842.

## Các loài
Chi này gồm các loài:
- Protoxerus stangeri
- Protoxerus aubinnii